# 村上大輔
村上 大輔（むらかみ だいすけ、1983年5月18日 - ）は、日本のスノーボード選手である。冬季五輪ハーフパイプテクニカルコーチ。北海道出身。札幌新陽高等学校卒業。O型。身長166cm、体重61kg。

## 経歴
- 2002年 ソルトレイクオリンピック出場 19位
- 2003年 ユニバーシアード大会 優勝
- 2003年 アジア大会 優勝
- 2003年 全日本選手権 優勝
- 2006年 スイスWC HP 3位
- 2007年 X-TRAIL JAM  QP6位 HIGHEST賞
- 2008年 日本オープンHP 4位
- 2008年 NZオープンQP HIGHEST賞
- 2008年 NZオープン HP 3位 BEST TRICK賞
- 2009年 AIR＆STYLE QP 7位
- 2010年 オーストリア WC HP 1位
- 2010年 AIRMIX 2位
- 2010年 バンクーバーオリンピック代表  26位
- 2013年 AIR MIX 優勝
- 2014年 ソチオリンピック スノーボード代表アドバイザーコーチ